# オトタビ
『オトタビ』は、2014年4月8日から9月30日まで日本テレビで火曜日0:59 - 1:29に放送されていたバラエティ番組。レコチョクの一社提供番組。

## 概要
アーティストが旅に出る姿に密着することで、普段は見ることができない素顔を発見する。

## スタッフ
- ナレーター：三村ロンド
- 構成：ヒロハラノブヒコ、北原ゆき、キシ
- TM：今村公威
- 撮影：大谷アグリ
- 音声：植松一哉
- 音効：高取謙
- TK：桜井えみこ
- EED：奈雲正樹、坂本久志
- MA：久米川広成
- CG：近藤樹
- 技術協力：NiTRO
- AD：岡本華奈
- デスク：津下佳子
- AP：伊藤真和、清千里
- ディレクター：長岡均／松田由紀子、櫛田健太郎、菊地香織、宮良純子
- 演出：川口信洋、阿部聡
- プロデューサー：今井康則／鈴木敦、兜森英美／高谷和男
- チーフプロデューサー：藤井淳
- 制作協力：AX-ON
- 製作著作：日本テレビ